# Полімерази
Полімерази (КФ 2.7.7.6/7 [Архівовано 26 травня 2011 у Wayback Machine.]/19 [Архівовано 26 травня 2011 у Wayback Machine.]/48 [Архівовано 26 травня 2011 у Wayback Machine.]/49 [Архівовано 26 травня 2011 у Wayback Machine.]) — ферменти, головною роллю яких є синтез нуклеїнових кислот (РНК і ДНК), зазвичай на матриці іншої молекули нуклеїнової кислоти (зокрема в процесах реплікації і транскрипції. В комбінації з іншими факторами, вони отримують нуклеотиди з розчину і каталізують утворення фосфодіестерних зв'язків між ланцюжком нуклеїнової кислоти, що росте, і новими нуклеотидами, вибраними за принипом комплементарності з нуклеотидами матриці.
Через історичні причини, ферменти, що каталізують полімеризацію інших біополмерів, не звуться полімеразами.
Залежно від типу нуклеїнової кислоти, що синтезується, полімерази поділяють на ДНК-полімерази і РНК-полімерази. Більшіть полімераз ДНК-специфічні, тобто використовують як матрицю ДНК, проте деякі вірусні або специфіцні полімерази (зворотні транскриптази, вірусні РНК-специфічні РНК-полімерази), використовують як матрицю РНК, а інші (дезоксинуклеотидил трансфераза) зовсім не потребують матриці.